# Lydia Koidula
Lydia Koidula, pseudónimo de Lydia Emilie Florentine Jannsen (Vändra, 12 de dezembrojul./ 24 de dezembro de 1843greg. – Kronstadt, 30 de julhojul./ 11 de agosto de 1886greg.) foi uma poetisa estoniana. Seu apelido significa "Lídia da Aurora" em estoniano. Foi dado a ela pelo escritor Carl Robert Jakobson. Ela também é frequentemente referida como Koidulaulik - 'Cantora do Amanhecer'.

Na Estônia, como em outras partes da Europa, escrever não era considerada uma carreira adequada para uma jovem respeitável em meados do século XIX. A poesia de Koidula e seu trabalho no jornal para seu pai populista, Johann Voldemar Jannsen (1819-1890) permaneceram anônimos. Apesar disso, ela foi uma importante figura literária, a fundadora do teatro estoniano e estreitamente aliada a Carl Robert Jakobson (1841-1882), o influente radical e Friedrich Reinhold Kreutzwald (1803-1882), escritor do épico nacional estoniano, Kalevipoeg (O Filho de Kalev).